# کتابخانه ملی لوکزامبورگ
کتابخانه ملی لوکزامبورگ (به لاتین: National Library of Luxembourg) یک کتابخانه ملی و سازمان دولتی در لوکزامبورگ است که در لوکزامبورگ (شهر) واقع شده‌است.